# Branka Primorac
Pour les articles homonymes, voir Primorac (homonymie).
Branka Primorac, née Branka Matić à Zagreb en 1946, est une écrivaine et journaliste croate.

## Biographie
Branka Primorac est née en 1946 à Zagreb. Elle y suit toute sa scolarité, depuis l'école primaire jusqu'à la faculté de sciences politiques. Elle entre à la rédaction du quotidien Večernji list comme journaliste et relectrice de la rubrique culturelle.
Elle entreprend d'écrire. Ses livres traitent de la vie quotidienne, et son travail aboutit à deux livres en 1993 : Maturalac (ce livre a reçu le prix Mato Lovrak (hr) du meilleur roman jeunesse et est désormais au programme de 7e année des écoles croates (en)), et Mama, pazi pas! (français : Maman, fais attention !). Ces deux ouvrages sont suivis par Sve zbog Ane (français : Tout pour Ane, 1996), sorte de suite pour Maturalac, et Ljubavni slučaj mačka Joje (français : Le Cas des amours du chat de Joy, 1998).
Elle écrit une biographie romancée Perešin, život i smrt (français : Perešin, vie et mort, 2001), portant sur le pilote croate Rudolf Perešin, pour laquelle elle reçoit le prix Bili su prvi kad je trebalo (hr) du meilleur récit portant sur la guerre de Croatie. À la même époque, elle écrit Moj djed astronaut (français : Ma tante astronaute, 2002). Avec Marijan Šimeg et Anita Šojat, elle écrit l'ouvrage Novinarstvo u školi (français : Le Journalisme à l'école, 2010).

## Récompenses
- 1994 : prix Mato Lovrak (hr) du meilleur roman jeunesse pour Maturalac[2].
- 2001 : prix Bili su prvi kad je trebalo (hr) du meilleur récit sur la guerre de Croatie pour Perišin - život i smrt.
- 2012 : prix Anto Gardaš (hr) pour Zvonka Zmaj i Tri kavalira[3].